# Olga Moreno Peral
Olga Moreno Peral   (Barcelona, 9 de juliol de 1979) és una exfutbolista catalana, també coneguda esportivament amb el sobrenom de Chola.
Lateral esquerra, jugà amb el Futbol Club Barcelona, llavors anomenat Club Femení Barcelona, durant la dècada del 1990. Amb el club blaugrana guanyà la Copa de la Reina de 1994. Posteriorment competí amb el Reial Club Deportiu Espanyol (2001-02), Llevant Unió Esportiva (2002-03) on jugà la Lliga de Campions Femenina de la UEFA i el Centre d'Esports Sabadell (2003-05). Posteriorment va tornar a l'Espanyol (2005-10), on hi va guanyar una Lliga el 2006 i tres Copes de la Reina (2006, 2009, 2010). La seva etapa professional la va finalitzar al Club Esportiu Sant Gabriel (2010-12). Fou internacional amb selecció espanyola en diverses ocasions i la temporada 1998-99 va ser campiona d'Espanya amb la selecció catalana.